# Большое Толони
Большое Толони (Большие Толони) (устар. Большое Талони) — озеро в Лужском районе Ленинградской области. Озеро находится в 2 километрах к югу от города Луги, к северо-западу от Череменецкого озера. Проточное — впадает река Ропотка, вытекает река Вревка. Площадь — 0,6 км², высота над уровнем моря — 36,8 м.
На западном берегу озера находится НП Городок, где располагается 9-я гвардейская артиллерийская бригада.